# Uri (cantão)
O Cantão de Uri é um cantão da Suíça, situado no centro do país, um dos cantões fundadores da Confederação. A língua oficial deste cantão é o alemão. O cantão é um dos que partilham o Lago dos Quatro Cantões.
Assim como outros 10 cantões, este não tem distritos, mas está dividido directamente em comunas.